# Diporiphora lalliae
Diporiphora lalliae är en ödleart som beskrevs av  Storr 1974. Diporiphora lalliae ingår i släktet Diporiphora och familjen agamer. IUCN kategoriserar arten globalt som livskraftig. Inga underarter finns listade i Catalogue of Life.